# Marc Kerlero
Marc Kerlero est le nom d'usage de Marc Kerlero de Rosbo, né le 26 avril 1959 à Jouarre (France), champion et professeur de bridge, auteur de plusieurs ouvrages sur le bridge.

## Palmarès
- Champion d'Europe junior (1984) à Hasselt[1]
- Vainqueur DN1 France (2004) et DN2 (2014)
- Vainqueur de la coupe de France de bridge (2019) avec Patrice Fouillet, Philippe Bodard et Jean-Marie Pallier.
- Médaille de bronze du Marché commun junior x 4 (1983)
- Diverses médailles d'argent à des compétitions nationales (1981, 1983, 1999, 2001, 2004) et de bronze (2018, 2021, 2022)

## Publications
Il est l'auteur d'une quinzaine d'ouvrages sur le bridge parmi lesquels :
- Les mécanismes de la majeure cinquième, Le Bridgeur, 2019, 176 p.

Il est aussi successivement rédacteur en chef adjoint de Le Bridgeur puis rédacteur en chef de Bridgerama.

## Enseignement du bridge
Il est professeur reconnu par l'Université du bridge (une émanation de la Fédération française de bridge). Il organise des cours et des sémainaires, et tient un site web : Amour du bridge, qui comporte des cours en ligne (textes rédigés ainsi que vidéos).

## Vie personnelle
Marc Kerlero épouse successivement Pierrette, puis Isabelle. Il a 5 enfants